# Rhonda Sing
Rhonda Ann Sing, nota anche con lo pseudonimo di Bertha Faye (Calgary, Alberta, 2 febbraio 1961 – Calgary, Alberta, 27 luglio 2001), è stata una wrestler canadese.
Dopo un periodo di addestramento con Mildred Burke, lottò in Giappone come Monster Ripper. Nel 1987 tornò in Canada e cominciò a lavorare nella Stampede Wrestling, dove conquistò lo Stampede Women's Championship. Nel 1995 lottò nella World Wrestling Federation con la gimmick comica di Bertha Faye, e vinse il WWF Women's Championship. Lottò anche nella World Championship Wrestling per contribuire a generare interesse nella loro divisione femminile.

## Carriera

### Inizi
Cresciuta a Calgary, Sing era solita andare a vedere vari show della Stampede Wrestling insieme a sua madre. Sapeva di volere diventare una wrestler fin da piccola e frequentemente faceva a botte con i bambini del vicinato o con i compagni di scuola all'asilo. Da adolescente, approcciò vari membri della famiglia Hart per chiedere di potersi allenare con loro, ma fu rifiutata perché all'epoca non addestravano lottatrici. Bret Hart, tuttavia, affermò che il rifiuto aveva più a che fare con conflitti di programmazione. Durante un viaggio alle Hawaii nel 1978, vide il wrestling femminile giapponese in televisione e decise definitivamente di volersi dedicare a questo sport. In seguito scrisse a Mildred Burke dopo che un amico le aveva dato una rivista con le informazioni di contatto, e le inviò una presentazione e una foto. Poco tempo dopo, entrò nel centro di addestramento della Burke a Encino, Los Angeles.

### Giappone, Canada, Messico e Porto Rico (1979–1995)
Dopo poche settimane di allenamento con Burke, fu contattata dalla divisione talenti della All Japan Women (AJW), nonostante la sua inesperienza. Debuttò sul ring in Giappone in un tag team match lottando insieme a Mami Kumano, e sconfiggendo le Beauty Pair (Jackie Sato & Maki Ueda) nel gennaio 1979. In Giappone lottò con il ring name Monster Ripper. Sebbene trovasse difficile adattarsi alla cultura giapponese, Sing detenne il titolo principale AJW, il WWWA World Single Championship, in due occasioni e fu la prima lottatrice di Calgary ad avere successo in Giappone. Durante questo periodo nella compagnia, le lottatrici giapponesi le davano filo da torcere perché non piaceva loro perdere contro gli stranieri. Sing ebbe inoltre altre difficoltà a causa della sua poca esperienza sul ring. Tuttavia, fu confortata da Dynamite Kid che all'epoca lavorava nella New Japan Pro-Wrestling. Sing conquistò il WWWA World Single Championship battendo Jackie Sato il 31 luglio 1979. Nonostante avesse riperso la cintura contro Sato sei settimane dopo, lo rivinse il 15 marzo 1980. Nell'agosto 1980 il titolo fu reso vacante.
Dopo un altro stint in Giappone, fece ritorno alla Stampede Wrestling a fine 1987 e venne rinominata Rhonda Singh da Bruce Hart, il proprietario della federazione. Ci furono dei piani per metterla in coppia con Gama Singh, ma non si concretizzarono. Durante il 1987 fu proclamata Women's Champion avendo sconfitto Wendi Richter prima di tornare nella Stampede. Restò campionessa fino al 22 settembre 1988, quando fu sconfitta da Chigusa Nagayo.
Negli anni successivi, viaggiò per il mondo lottando in diverse compagnie, conquistando vari titoli minori. Tra il 1987 e il 1990 lottò a Porto Rico nella World Wrestling Council (WWC), dove conquistò il WWC Women's Championship per otto volte sconfiggendo Wendi Richter, Candi Devine e Sasha in vari match titolati. Come "Monster Ripper", il 6 luglio 1991 a WWC 18th Anniversary Show, sconfisse El Profe in un intergender match (un incontro in cui possono affrontarsi lottatori di sesso diverso).
Nel 1992 lavorò come "La Monstra" nella Asistencia Asesoría y Administración in Messico, dove vinse il WWA World Women's Title.

### World Wrestling Federation (1995)

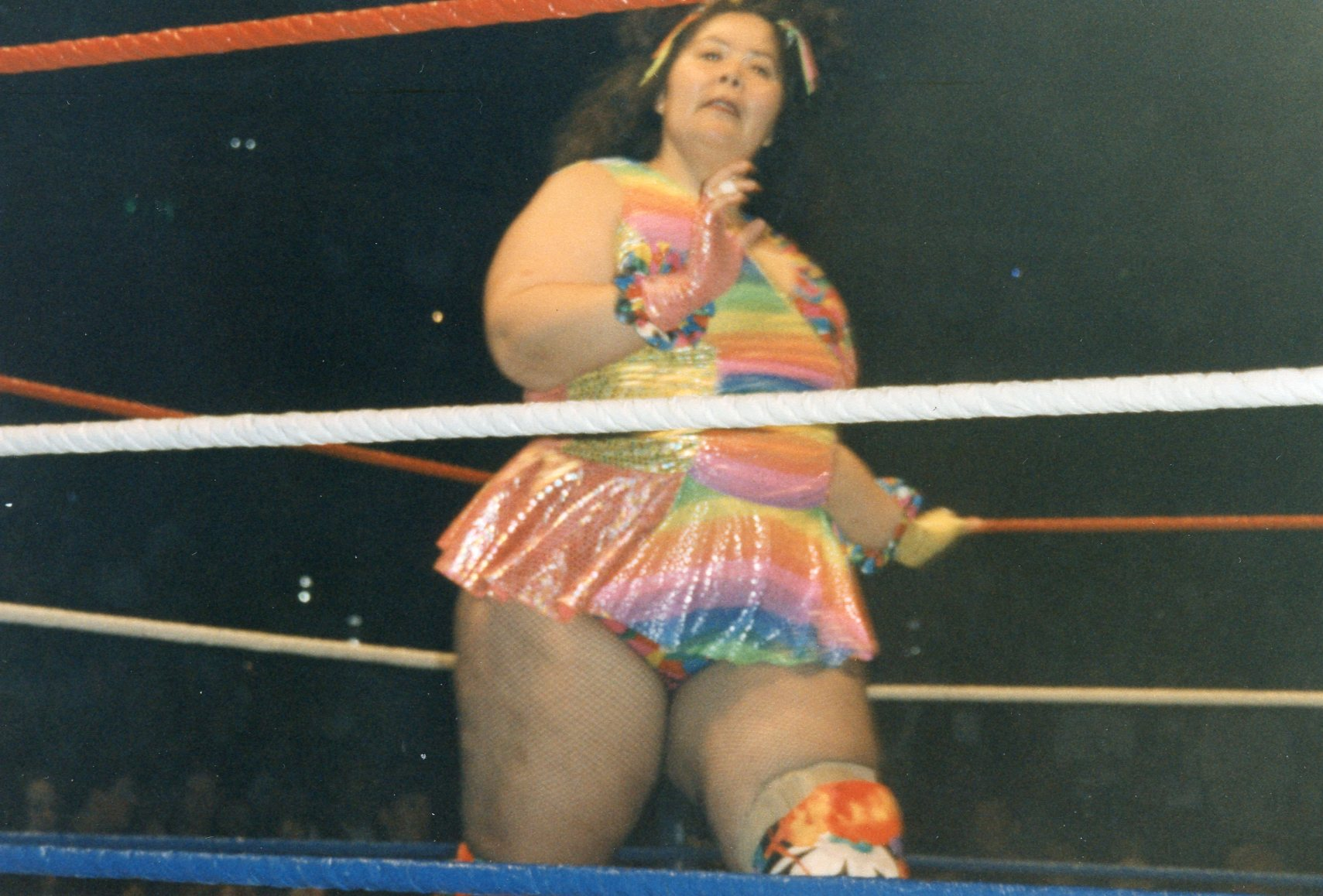
Faye sul ring

Nel 1995 fu messa sotto contratto dalla World Wrestling Federation. Le fu assegnato il ring name "Bertha Faye", un personaggio comico che viveva in un parcheggio per roulotte e aveva una relazione sentimentale con Harvey Wippleman (in un'intervista radiofonica concessa alla OWW Wippleman ha rivelato che i due non sono mai andati d'accordo). La direzione della WWF originariamente aveva pianificato che avesse un feud con Bull Nakano, ma ci fu un cambio di piani dopo che Nakano venne accusata di possesso di cocaina.
Sing esordì in WWF il 3 aprile 1995 a Monday Night Raw partecipando ad un attacco furtivo a Alundra Blayze, rompendole il naso (kayfabe). All'evento SummerSlam, Faye sconfisse Blayze per il WWF Women's Championship e detenne il titolo fino al 23 ottobre 1995, quando Blayze riconquistò la cintura.
Poiché la WWF continuava a dare scarso risalto alla sua divisione femminile, Sing si stancò di lavorare nella compagnia. In aggiunta, era frustrata dalla gimmick di Faye che le era stata affibbiata, ricordando che si sentiva come una prostituta a causa del modo sessualizzato e comico in cui veniva spesso ritratta. Il management WWF le aveva chiesto di non eseguire le stesse mosse potenti dei lottatori maschi, quindi Faye fu costretta a fungere da personaggio comico. Dopo un anno trascorso nella federazione, chiese la rescissione del contratto. Tornò brevemente in Giappone ma non le piacque il nuovo sistema, che non garantiva i pagamenti.

### Ritorno in Messico e Canada (1995–1999)
Dopo aver lasciato la WWF, nel 1996 tornò nella AAA in Messico. Durante questo periodo, lavorò anche nel circuito indipendente canadese.

### World Championship Wrestling (1999–2000)
A fine 1999 lottò per breve tempo nella World Championship Wrestling, apparendo in diverse trasmissioni televisive per contribuire a generare interesse nella divisione femminile. Fu inoltre una contendente sia per il WCW Cruiserweight Championship sia per il WCW Hardcore Championship. Oltre a lottare come Singh e Monster Ripper, apparve anche insieme alle Nitro Girls in siparietti comici.

## Vita privata
Dietro le quinte, Sing legava maggiormente con i lottatori maschi piuttosto che con le donne. Durante il suo periodo in WWF, sviluppò una stretta amicizia con Owen Hart.
Lasciata la WCW, si prese un periodo di riposo dal wrestling. Nel 2001 lavorò come badante per disabili. Secondo quanto riferito da suo fratello Tom, aveva un "cuore grande" e "le piaceva prendersi cura delle persone". Il 27 luglio 2001 morì a causa di un infarto all'età di 40 anni. La sua famiglia attribuì la morte a una serie di problemi di salute che aveva avuto. Non si sposò mai e non ebbe figli.

## Personaggio
Mosse finali
- Big Bertha Bomb (Sitout powerbomb)
- Splash

Manager
- Harvey Wippleman

Soprannomi
- "Queen of the Trailer Park" (WWF)

Musiche d'ingresso
- Sweet Lovin' Arms (WWF)

## Titoli e riconoscimenti
- All Japan Women's Pro-Wrestling
  - IWA World Women's Championship (1)[15]
  - WWWA World Single Championship (2)[1][3]
  - AJW Hall of Fame (1998)[16]
- Cauliflower Alley Club
  - Posthumous Award (2003)
- Stampede Wrestling
  - Stampede Women's Championship (1)[1][5]
- World Wrestling Association
  - WWA Women's Championship (1)[1][17]
- World Wrestling Council
  - WWC Women's Championship (8)[1]
  - AWA World Women's Championship (1, non riconosciuto)[18]
- World Wrestling Federation
  - WWF Women's Championship (1)[1][9]